# Pomoxis annularis
A Pomoxis annularis a sugarasúszójú halak (Actinopterygii) osztályának sügéralakúak (Perciformes) rendjébe, ezen belül a díszsügérfélék (Centrarchidae) családjába tartozó faj.
Nemének a típusfaja.

## Előfordulása
A Pomoxis annularis előfordulási területe Észak-Amerika keleti fele. Az elterjedése a kanadai Hudson-öböltől és a Nagy-tavaktól kezdve, délre egészen az USA déli részét mosó Mexikói-öbölig tart. Főleg a Mississippi és a texasi Nueces folyórendszerek hala. Területének határait északkeleten Ontario és New York, míg északnyugaton Minnesota és Dél-Dakota képezik; délkeleten pedig Georgia és délnyugaton Alabama, valamint Texas alkotják.

## Megjelenése
Ez a hal általában 25 centiméter hosszú, azonban 53 centiméteresre és 2,4 kilogrammosra is megnőhet. A szürkés-fehéres testét sötétebb, szaggatott függőleges sávok díszítik; a hasa fehér.

## Életmódja
Édesvízi, mederfenék közelében élő hal, amely a 31 Celsius-fokos vízhőmérsékletet is megtűri. Főleg az álló vagy lassan folyó vizek lakója, ahol a homokos vagy iszapos medret keresi. A fiatal rovarokat és kisebb rákokat fogyaszt, míg a felnőtt főleg alózákkal (Alosa) táplálkozik.
Legfeljebb 10 évig él.

## Szaporodása
Az ikráit a vízinövények közé rakja le.

## Felhasználása
Halászata nemigen van; inkább a sporthorgászok fogják.

## Képek

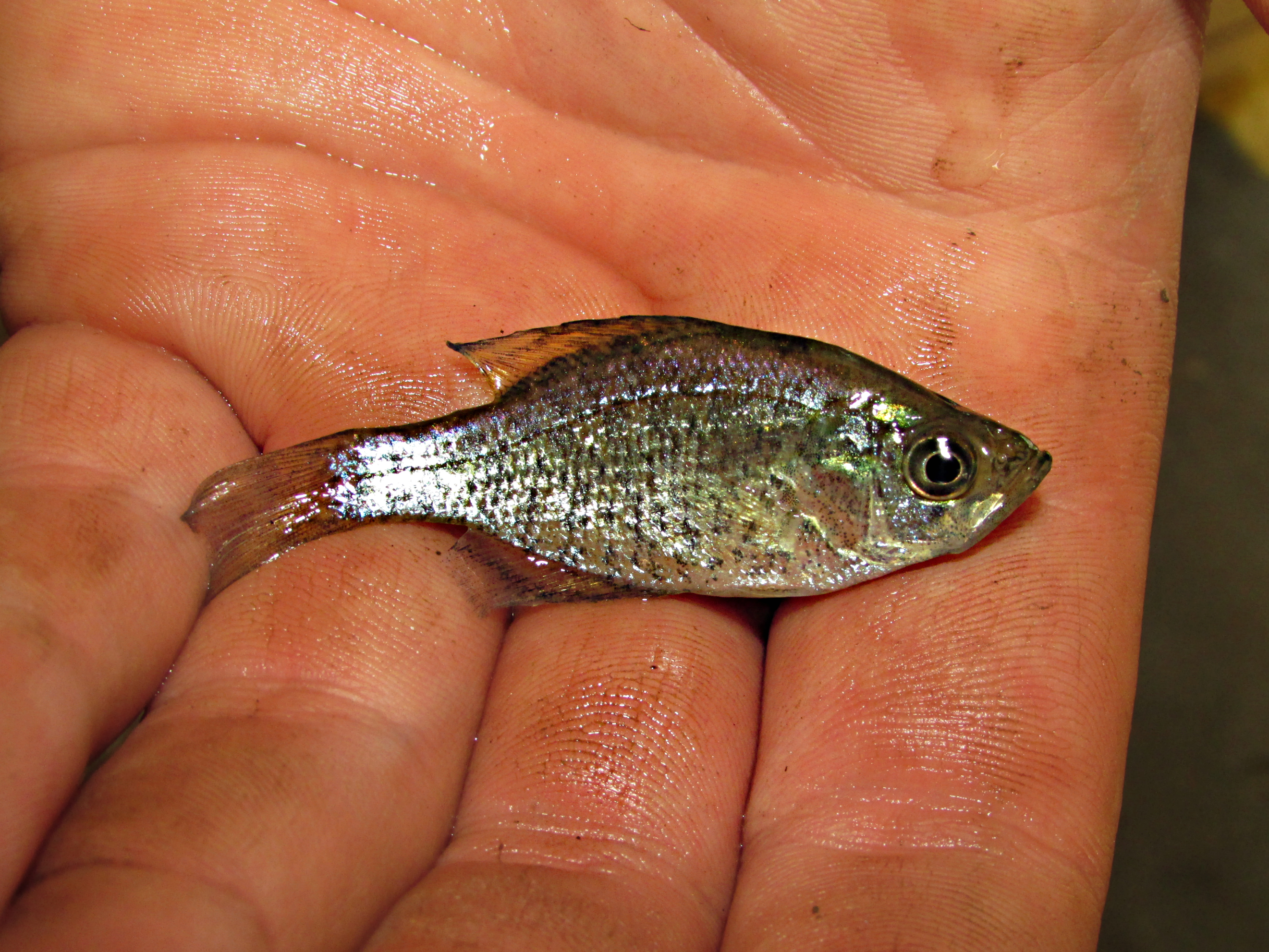
Kifogott ivadék
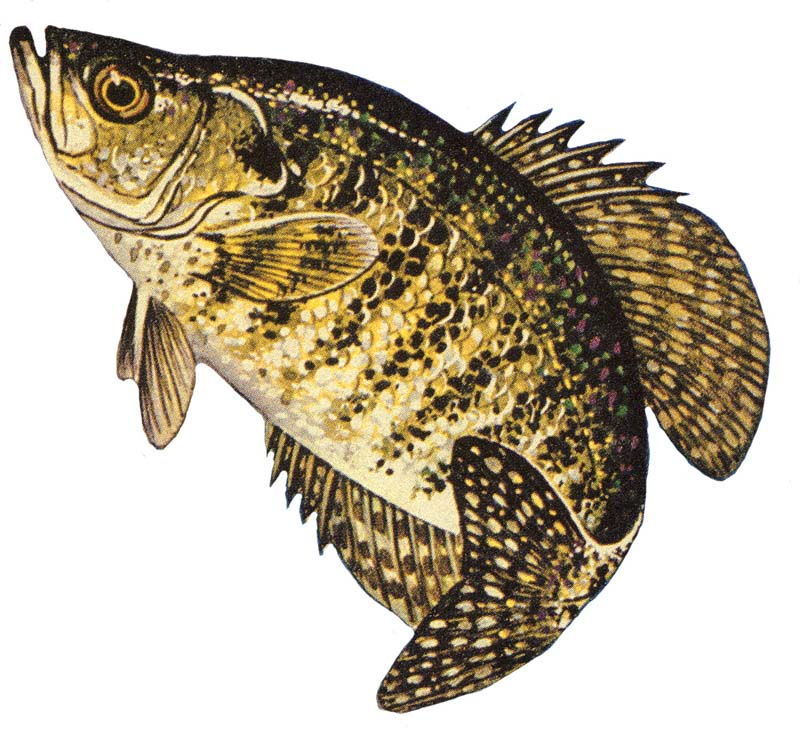
Rajzok
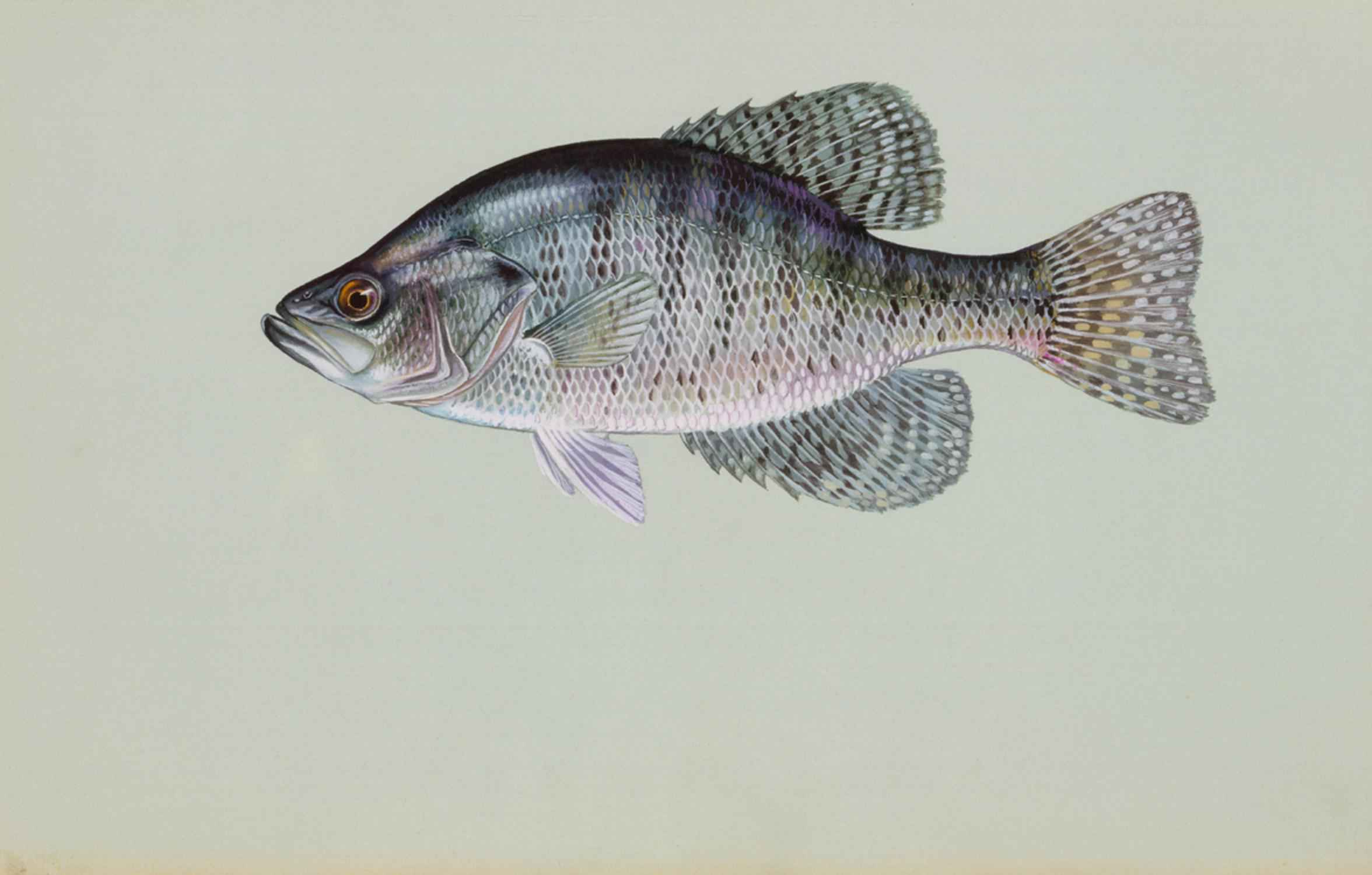
a
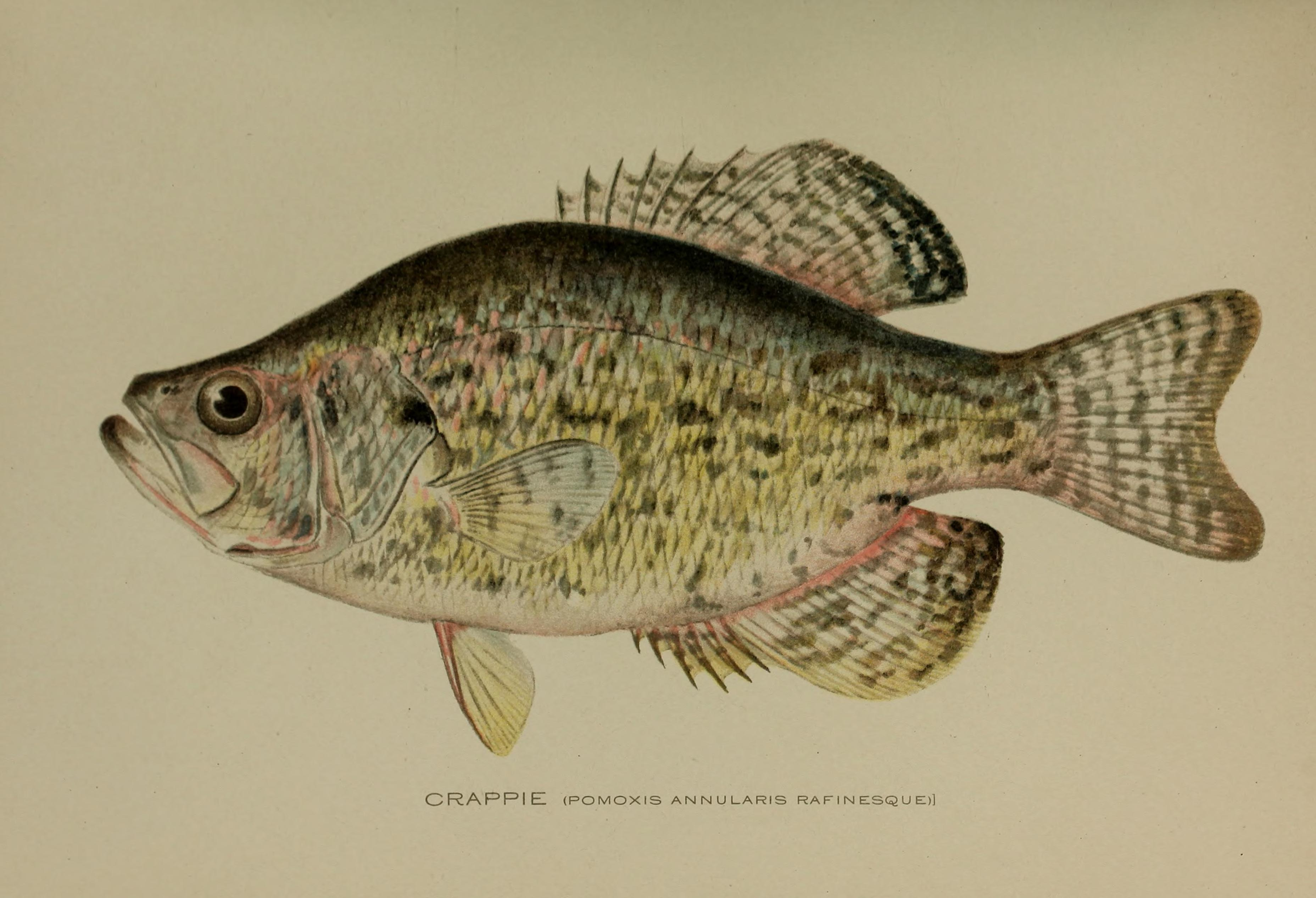
halról